# الرجل ذو العقل الذهبي

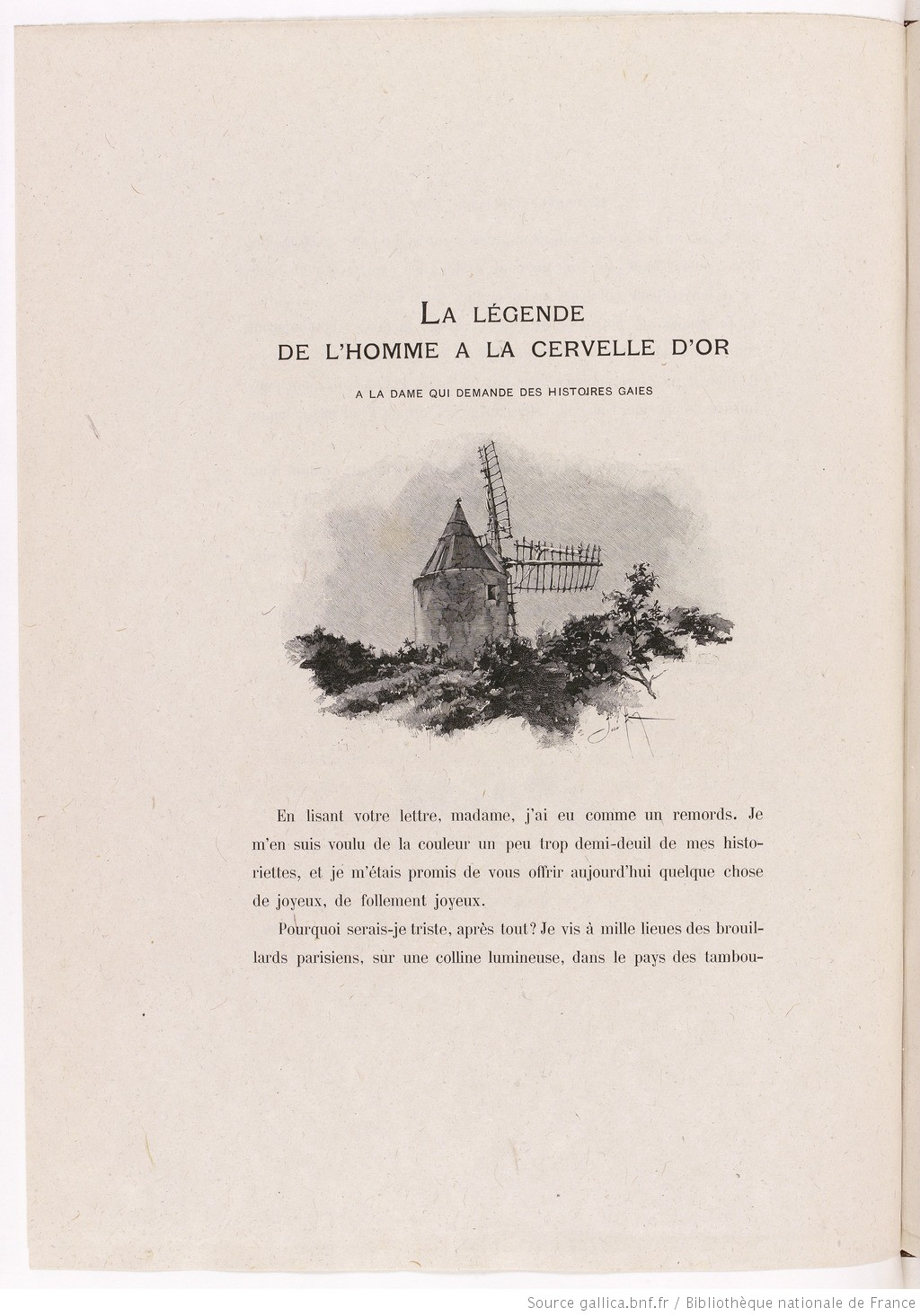

الرجل ذو العقل الدهبي هي رواية للكاتب الفرنسي ألفونس دوديه نُشرت سنة 1866. تحكي الرواية قصّة طفل غريب الشكل حيثُ له رأس كبيرٌ وثقيل؛ أجمع الأطباء على أنه لن يعيش لكنّه فعلها بالرغمِ من المشقة الكبيرة التي سيعانيها فيما بعد بسببِ رأسه. كانَ الطفل يتدحرجُ كثيرًا كغيره من الأطفال لكنّ الفارق هنا أنّه لم يكن ينزف دمًا بل تتساقط حبات من الذهب من فروة رأسه.
كتم الوالدان السرّ على ابنهما إلى حين أن بلغَ الثامنة عشر فأخبراهُ بقصته مع جمجمته وكيف سيكون غنيًا بفضل الكنز داخل رأسه. غزا الغرور عقلَ المراهق بعدما تأكّد من أنه سيكون غنيًا فبدأ في تحويل قطع الذهب التي يُخرجها من رأسه إلى مالٍ ومن ثمّ تبذيرهِ في ملدات الحياة حيثُ كان يرتادُ النوادي الليليّة وغيرها. في وقتٍ لاحق سيبدأ المراهقِ في الشعور بالعياء ثمّ يتأكّد أن نقص كمية الذهب التي كانت تملأ فراغ جمجمته هوَ السبب ولهذا حاولَ أن يقتصدَ ولو قليلًا لتفادي المشاكل الجسديّة التي سيمر بها في حالة ما واصلَ استنزاف ما في عقله.
وقعَ الشاب في حب فتاة جميلة فبدأ ينفق عليها بسخاء منقطع النظير خاصّة أن حبيبته كانت تهوى كل نفيس. توفيّت تلكَ الفاتنة فاحتفل المراهِق بجنازتها احتفالًا كبيرًا كما أسرفَ في العطاء والإنفاق فلم يبق معه سوى ذرات أو حبات قليلة من الذهب داخل جمجمته. فقدان ما كانَ في عقله تسبّب له مشاكل كبيرة وفي أحدِ الأيام يقفُ الشاب ذو العقل الذهبي أمام حانوت راغبًا في شراء بعض الحاجيات لكنّه يفشل في ذلك بعدما استهلك كلّ الذهب داخل رأسه.